# Chartwell
Chartwell é uma casa de campo perto da cidade de Westerham, Kent no Sudeste da Inglaterra. Durante mais de quarenta anos foi a residência de Winston Churchill. 

## História
O local foi construído pelo menos desde o século 16, quando a propriedade se chamava Well Street. Churchill comprou a casa em Setembro de 1922 e ali viveu até pouco tempo antes de morrer em Janeiro de 1965. Nos anos 1930, quando Churchill foi afastado da política ativa, Chartwell tornou-se o centro da sua vida. À sua mesa de jantar, reuniu todos aqueles que o podiam ajudar na sua campanha contra o rearmamento alemão e a política de apaziguamento do governo britânico; no seu gabinete, elaborou discursos e escreveu livros; no seu jardim construiu muros, lagos e pintou quadros. Durante a Segunda Guerra Mundial, Chartwell foi pouco utilizada, com a família Churchill apenas a regressar após a derrota nas eleições de 1945. Em 1953, enquanto, de novo, primeiro-ministro, a casa tornou-se no refúgio de Churchill quando sofreu um forte AVC. Em outubro de 1964, deixou a casa pela última vez, morrendo na sua casa de Londres, 28, Hyde Park Gate, a 24 de janeiro de 1965.
As origens da propriedade remontam ao século XIV; em 1382, a propriedade, então designada por Well-street, foi vendida por William-at-Well. Passou por vários donos e, em 1836, foi leiloada como solar. Em 1848, foi adquirida por John Campbell Colquhoun, cujo neto a vendeu, então, a Churchill. Os Campbell Colquhoun aumentaram significativamente a casa e o anúncio da sua venda aquando da compra por Churchill descrevia-a como uma "mansão imponente". Entre 1922 e 1924, passou por várias renovações e alargamentos pelo arquitecto da alta sociedade Philip Tilden. A partir da frente que dá para o jardim, a casa têm grandes e extensas vistas de Weald of Kent, "a mais bonita e charmosa" que Churchill alguma vez viu, e o fator determinante na sua decisão de comprar a casa.
Em 1946, quando a situação financeira de Churchill o forçou a considerar vender Chartwell, esta foi adquirida pelo National Trust com fundos reunidos por um consórcio de amigos de Churchill liderados por Lord Camrose, na condição de a família Churchill a arrendasse de forma vitalícia. Após a morte de Churchill, Lady Churchill denunciou o contrato de arrendamento e a casa foi aberta ao público pelo Trust em 1966. Classificado como edifício de Grau I, mais por causa da sua importância histórica e não pela sua arquitetura, Chartwell tornou-se uma da propriedades mais populares; cerca de 232 000 pessoas visitaram a casa em 2016, o 50.º aniversário da sua abertura.